# Katie Cassidy
Katherine Evelyn Cassidy (født 25. november 1986 i Los Angeles, Californien, USA) er en amerikansk skuespillerinde. Hun er datter af 1970'er-popmusikeren David Cassidy.
Hun har været kærester med Jesse McCartney. 